# ضریب نفوذ گرمایی

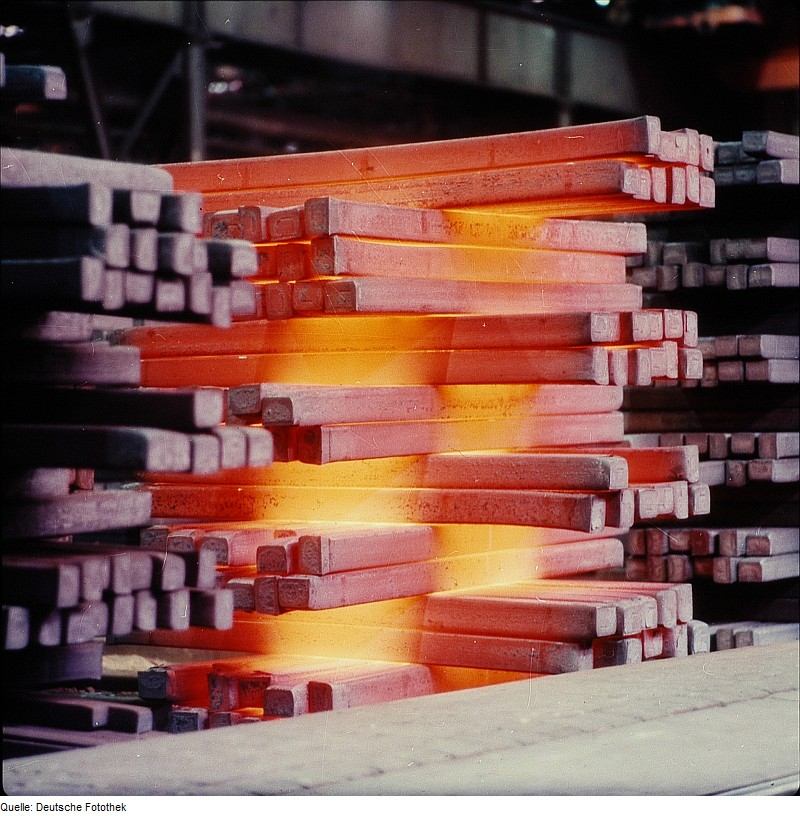
ضریب نفوذ گرمایی، سرعت تغییر دما در یک‌ماده را اندازه گیری می‌کند. به عبارت دیگر، سرعت تغییری است که با آن یک‌ماده در تماس با منبع گرما، دما را افزایش می‌دهد.

ضریب نفوذ گرمایی در علم انتقال حرارت، معیاری از توانایی یک ماده در رسانش گرما در قیاس با ذخیره انرژی گرمایی در آن ماده است.این کمیت به صورت نسبت گرمای عبور کرده به گرمای ذخیره شده توسط واحد حجم ماده است.این کمیت با نماد {\displaystyle \alpha \,} نشان داده می‌شود و به صورت زیر تعریف می شود:
{\displaystyle \alpha ={k \over {\rho c_{p}}}}
- {\displaystyle k} : ضریب هدایت گرمایی (در SI با واحد: (W/(m·K)
- {\displaystyle \rho } : چگالی (kg/m³)
- {\displaystyle c_{p}} : ظرفیت گرمایی ویژه ((J/(kg·K)

هر چه مقدار عددی {\displaystyle \alpha \,} بزرگتر باشد انتشار گرما از درون ماده سریع تر صورت می گیرد و بر عکس اگر {\displaystyle \alpha \,} کوچک باشد مقدار گرمای ذخیره شده در مقایسه با گرمای شارش شده بیشتر است.